# Херблиген
Херблиген (нем. Herbligen) — коммуна в Швейцарии, в кантоне Берн.
Входит в состав округа Конольфинген. Население составляет 526 человек (на 31 декабря 2006 года). Официальный код — 0610.